# Rödhakad lorikit
Rödhakad lorikit (Vini rubrigularis) är en fågel i familjen östpapegojor inom ordningen papegojfåglar.

## Utbredning och systematik
Fågeln förekommer i Bismarckarkipelagen (New Britain och New Ireland) och på ön Karkar i Papua Nya Guinea. Den behandlas som monotypisk, det vill säga att den inte delas in i några underarter.

### Släktestillhörighet
Rödhakad lorikit placeras traditionellt i Charmosyna, men genetiska studier visar att arterna i släktet inte står varandra närmast. Numera inkluderas den därför allt oftare i släktet Vini.

## Status
IUCN kategoriserar arten som livskraftig.